# Valentine Davies
Pour les articles homonymes, voir Davies.
Valentine Davies, né Valentine Loewi Davies le 25 août 1905 à New York (État de New York) et mort le 23 juillet 1961 à Malibu (Californie), est un scénariste, dramaturge et réalisateur américain.

## Biographie
Son père est un Néerlandais qui investit dans l'immobilier. Devenu prospère, il émigre à New York et change son nom, Davries, en Davies.
Pendant la Deuxième Guerre mondiale, Valentine Davies est garde-côtes. Il est ensuite diplômé de l’Université du Michigan puis s'inscrit à la Yale Graduate School of Arts and Sciences dans le but de devenir auteur. Dans le Michigan, il fait la connaissance du cinéaste George Seaton - alors que celui-ci est encore acteur ; il deviendra l'un de ses meilleurs amis.
Il commence sa carrière comme auteur dans les années 1930 : il écrit trois pièces de théâtre pour Broadway qui seront des échecs : les représentations prennent fin au bout d'un mois.
Il vend ses scénarios à des sociétés de production cinématographique, dont la 20th Century Fox. C'est au cours de son service militaire qu'il écrit son troisième scénario, le plus connu : Le Miracle sur la 34e rue que son ami George Seaton utilise pour en faire un film en 1947. Le film est un grand succès commercial et remporte l'Oscar du meilleur scénario 1948. Valentine Davies en écrit très vite le roman, qu'il publie chez Harcourt Brace & Company. Il dit avoir écrit le scenario car il était écœuré par le mercantilisme de la fête de Noël et voulait montrer ce que le père Noël penserait s'il venait ce jour-là dans un grand magasin.
En 1954, il est également nommé pour l'Oscar du meilleur scénario original pour le film Romance inachevée (1954).
Il est président de la Screen Writers Guild (1949-1950) et du programme des Oscars du cinéma (1960-1961).
Valentine Davies meurt en 1961, à l'âge de 55 ans, d'une crise cardiaque.

## Théâtre
- 1931 : Three Times the Hour
- 1933 : Keeper of the Keys
- 1937 : Blow Ye Winds
- 1963 : Here's Love (livret basé sur Le Miracle de la 34e rue)

## Filmographie

### comme scénariste
- 1942 : La Fièvre du jazz (Syncopation) de William Dieterle
- 1946 : Trois Jeunes Filles en bleu (Three Little Girls in Blue) de H. Bruce Humberstone
- 1947 : Le Miracle de la 34e rue de George Seaton
- 1948 : Choisie entre toutes (You Were Meant for Me) de Lloyd Bacon
- 1949 : Faux Jeu (It Happens Every Spring) de Lloyd Bacon
- 1949 : Chicken Every Sunday de George Seaton
- 1951 : Sur la Riviera de Walter Lang
- 1953 : Marin du roi (Sailor of the King) de Roy Boulting
- 1954 : Les Ponts de Toko-Ri (The Bridges at Toko-Ri) de Mark Robson
- 1954 : Romance inachevée (The Glenn Miller story) d'Anthony Mann
- 1955 : Strategic Air Command d'Anthony Mann
- 1956 : Benny Goodman
- 1959 : Tout commença par un baiser (It Started with a Kiss) de George Marshall
- 1961 : L'Américaine et l'Amour de Jack Arnold
- 1994 : Miracle sur la 34e rue de Les Mayfield

### comme réalisateur
- 1956 : Benny Goodman

## Télévision

### comme scénariste
- 1956 : The 20th Century-Fox Hour
- 1957 : General Electric Theater
- 1959 : Miracle sur la 34e rue (en)
- 1963 : Vacation Playhouse
- 1973 : Miracle sur la 34e rue

## Distinctions

### Récompenses
- Oscars du cinéma 1948 : Oscar de la meilleure histoire originale pour Le Miracle de la 34e rue

### Nominations
- Oscars du cinéma 1950 : nomination pour l'Oscar de la meilleure histoire originale (It Happens Every Spring)
- Oscars du cinéma 1955 : nomination pour l'Oscar du meilleur scénario original (Romance inachevée)
- Oscars du cinéma 1957 : nomination pour l'Oscar du meilleur court métrage documentaire (The House Without a Name)

## Sources
- (de) Cet article est partiellement ou en totalité issu de l’article de Wikipédia en allemand intitulé « Valentine Davies » (voir la liste des auteurs).
- Biographie de Valentine Davies sur Internet Broadway Database (en anglais)